# Eskimokus

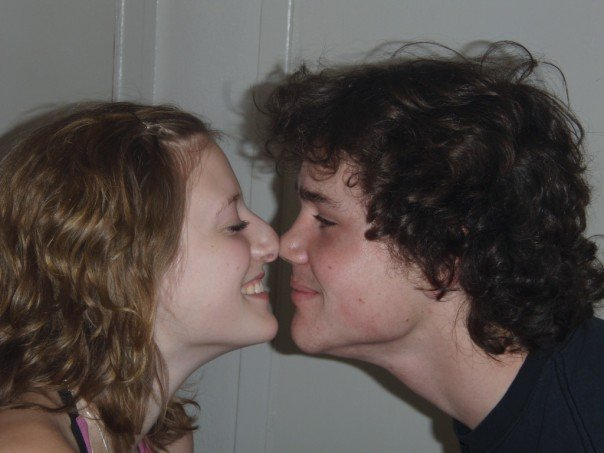
Twee personen geven een eskimokus.

Een eskimokus of neuskus is een soort kus waarbij het puntje van de neus tegen de neus van een ander wordt gedrukt, meestal geïnterpreteerd als een vriendelijk begroetingsgebaar. In bepaalde eskimoculturen wordt dit gebaar ook wel een kunik genoemd.

## Etymologie
Toen vroege ontdekkingsreizigers op de Noordpool voor het eerst getuige waren van het wrijven van de neus bij Inuit als begroeting, noemden ze het een eskimokus. Dit werd bij de Inuit gebruikt als een intieme begroeting, omdat ze buiten in de koude vaak niet meer onbedekte lichaamsdelen hebben dan hun neus en ogen. Veel Inuit geven er de voorkeur aan dit gebaar kunik te noemen, omdat ze de term Eskimo als een belediging zien.

## Vertegenwoordiging in verschillende culturen

### Inuit

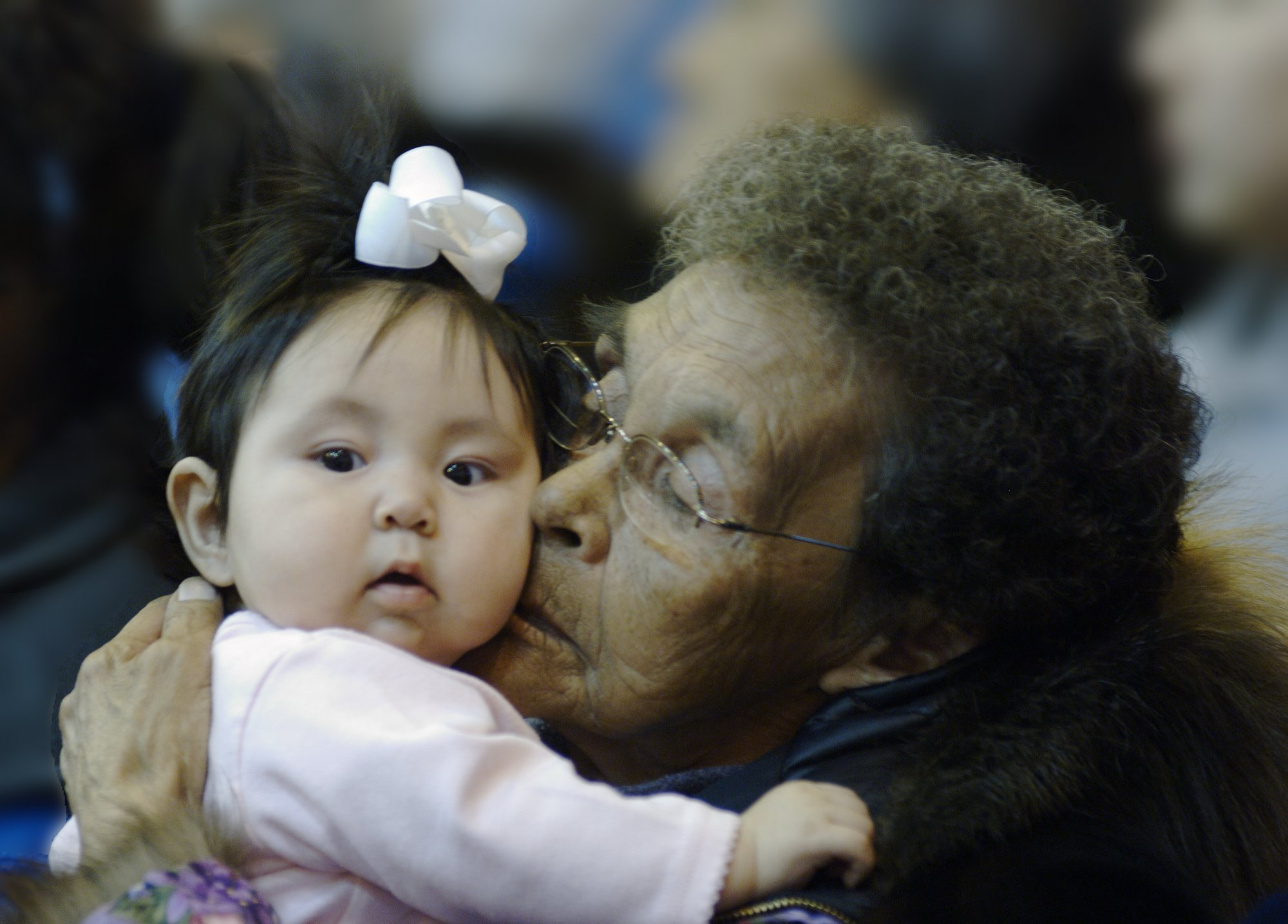
Kunik

Onder de Inuit is de kunik een vorm van genegenheid uiten, meestal tussen familieleden en geliefden. Dit gebaar gebeurt door de neus en bovenlip tegen de wang of het voorhoofd te drukken en dan in te ademen, waardoor de huid wat aangezogen wordt.
Een veelvoorkomende misvatting is dat de begroeting ontstond zodat de Inuit konden kussen zonder dat hun monden samen vroren. Het is echter eerder een niet-erotische maar intieme begroeting die wordt gebruikt door mensen die, wanneer ze elkaar buiten ontmoeten, enkel hun neus en ogen onbedekt hebben.

### Andere culturen
Er zijn andere volkeren die soortgelijke begroetingen gebruiken, met name de Maori van Nieuw-Zeeland en de Hawaïanen, die respectievelijk de hongi- en honi-begroetingen gebruiken. Mongoolse nomaden in de Gobi-woestijn hebben ook een vergelijkbare begroeting, net als bepaalde Zuidoost-Aziatische culturen zoals Bengalen, Khmer, Laotianen, Thai, Vietnamezen, Timor, Savoe, Soemba en Ibans. De neuskus wordt ook als traditionele begroeting gebruikt in bepaalde Arabische stammen.